# Mranggen (Jatinom)
Mranggen is een bestuurslaag in het regentschap Klaten van de provincie Midden-Java, Indonesië. Mranggen telt 4295 inwoners (volkstelling 2010).